# Emporia (Malmö)
Emporia es un centro comercial en Suecia y uno de los más grandes de Escandinavia. Está situado en la ciudad de Malmö, cerca del Malmö Arena y la estación de tren Hyllie. Emporia se abrió el 25 de octubre de 2012 y su costo total de construcción fue de aproximadamente 2 mil millones de coronas suecas. El arquitecto del proyecto Emporia fue Gert Wingårdh de Wingårdh Arkitektkontor. Steen & Strøm es propietaria del edificio. El edificio ha sido decorado con un diseño de sonido y paisajes sonoros creados por Radja, una agencia de diseño de sonido.

## Galería

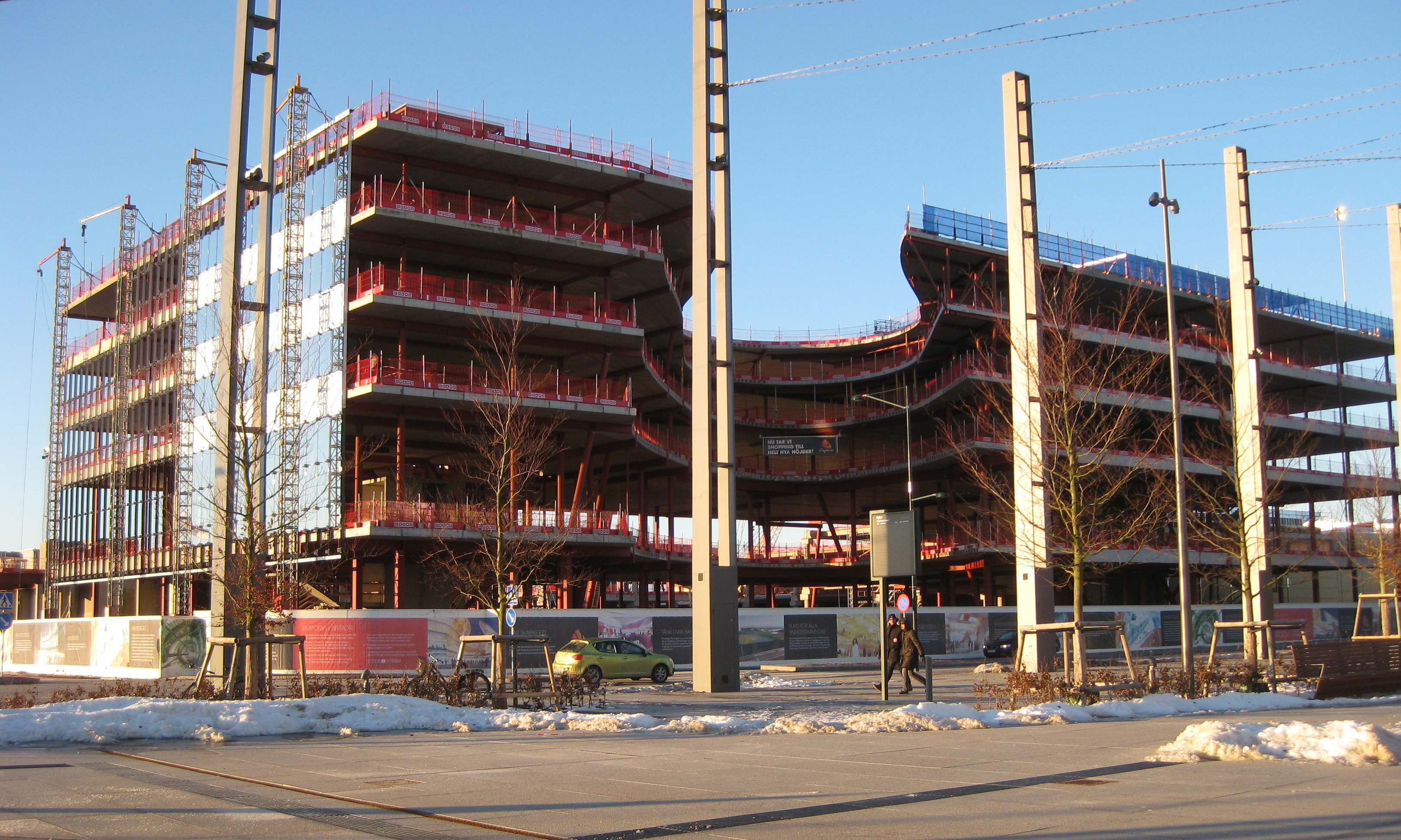
En construcción, diciembre de 2010
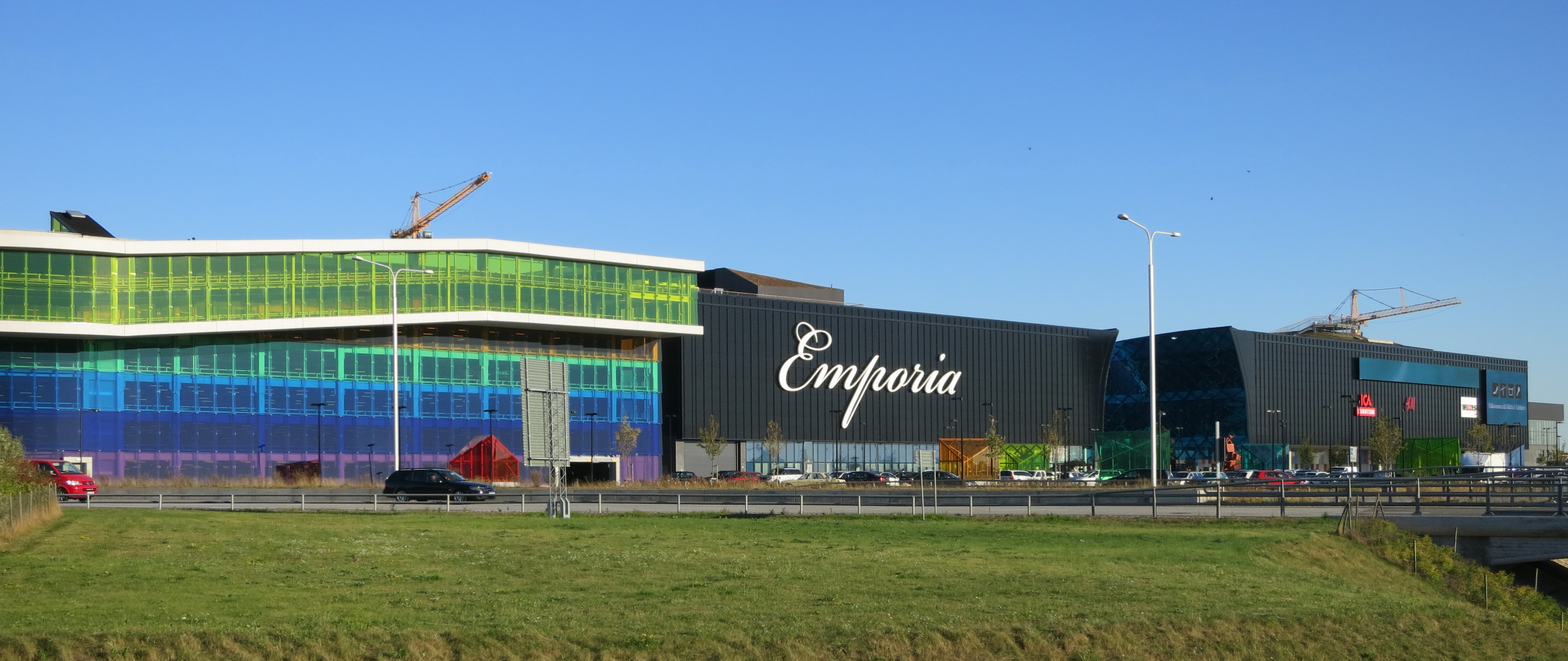
Emporia seen from north
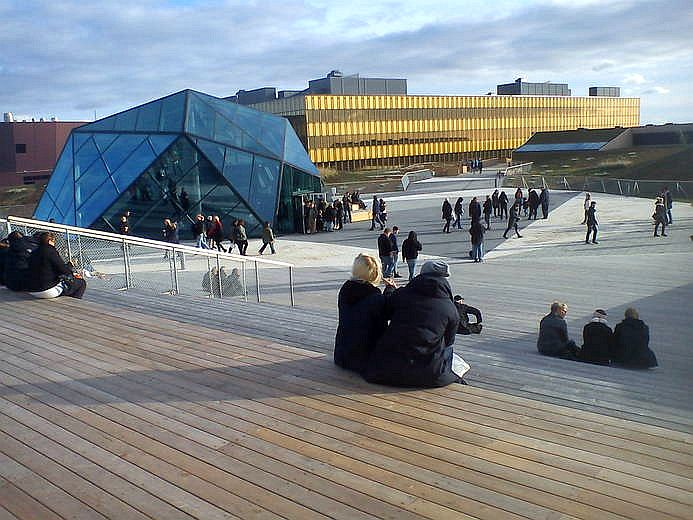
The roofpark
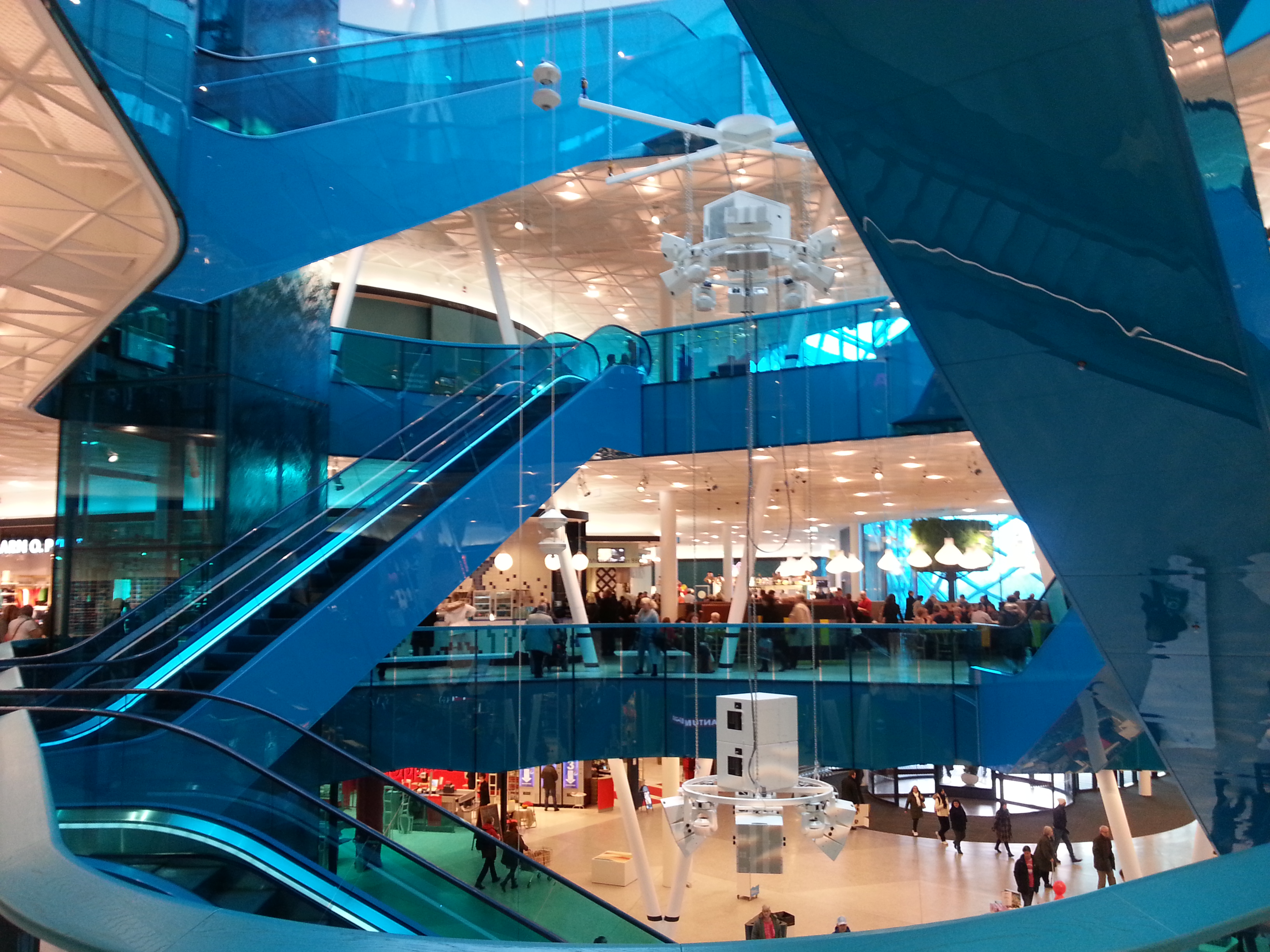
The Sea Square